# Dohalice
Dohalice (en allemand : Dohalitz) est une commune du district de Hradec Králové, dans la région de Hradec Králové, en République tchèque. Sa population s'élevait à 435 habitants en 2022.

## Géographie
Dohalice se trouve à 8 km au nord-est de Nechanice, à 13 km au nord-ouest de Hradec Králové et à 93 km à l'est-nord-est de Prague.
La commune est limitée par Sadová au nord, par Čistěves à l'est, par Všestary au sud-est, par Mokrovousy au sud et au sud-ouest, et par Mžany au nord-ouest.

## Histoire
La première mention écrite de la localité date de 1352.

## Administration
La commune se compose de deux sections :
- Dohalice
- Horní Dohalice

## Galerie

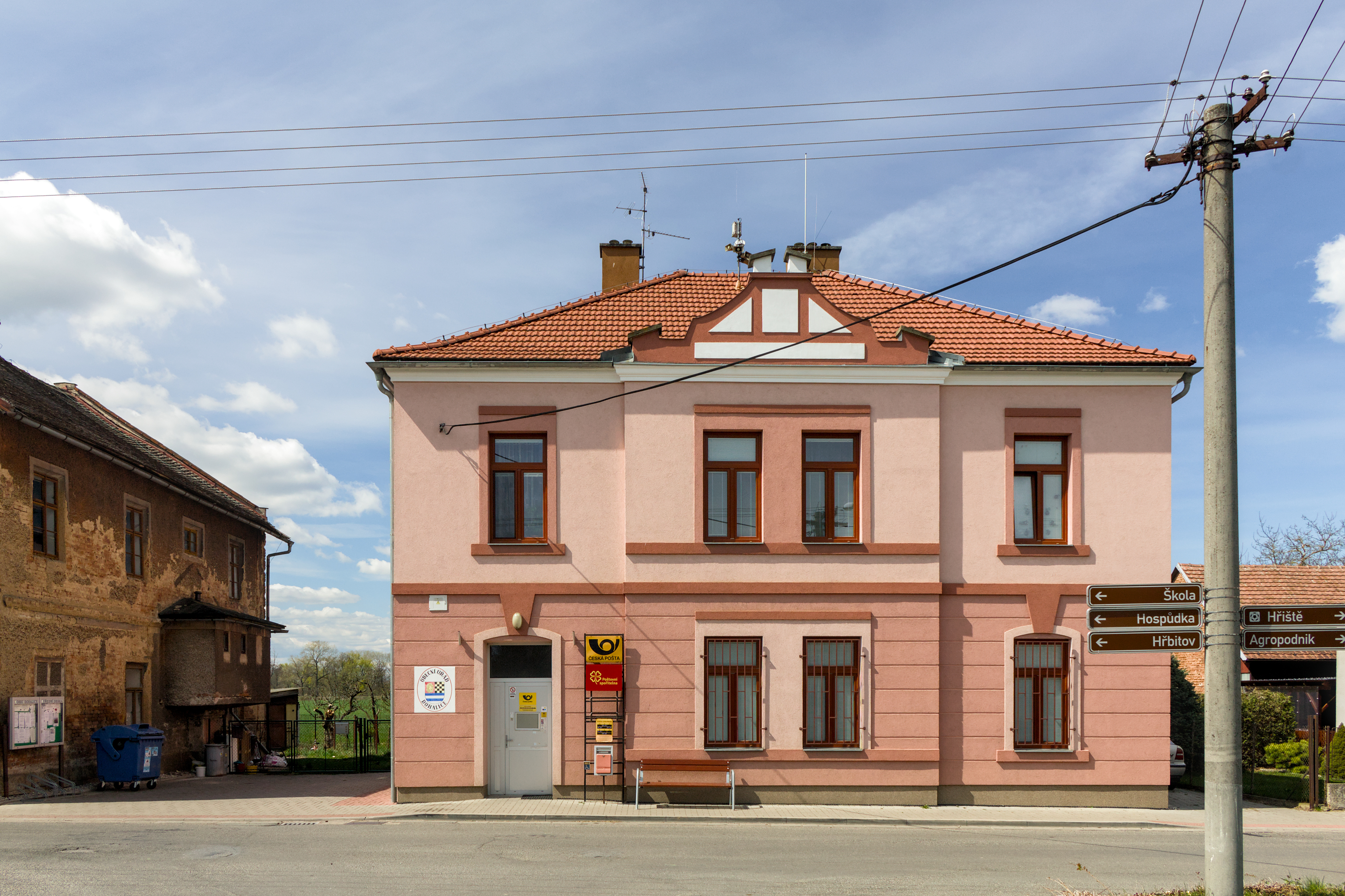
Dohalice : la mairie.
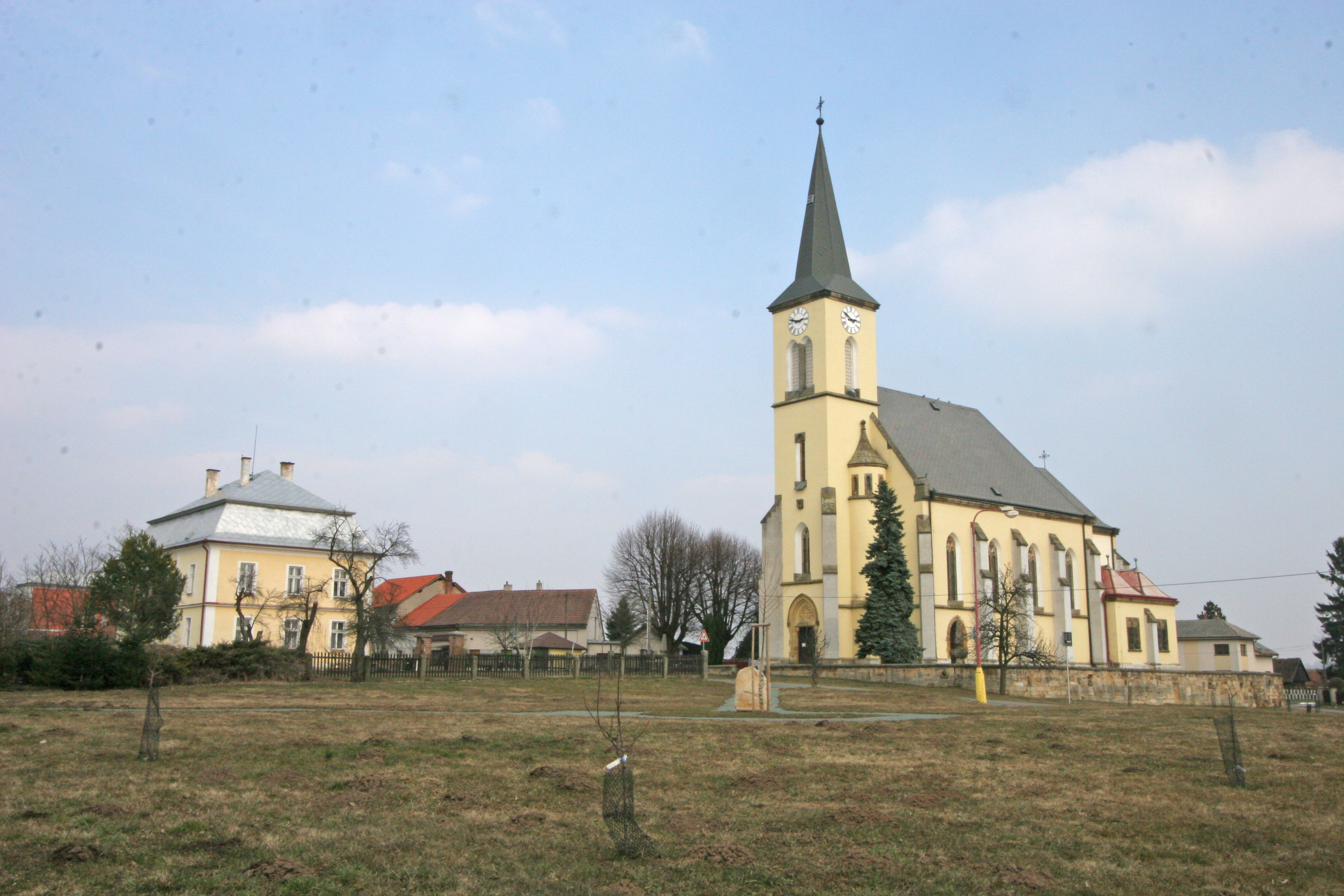
Église Saint-Jean-Baptiste.

## Transports
Par la route, Dohalice trouve à 11 km de Hořice, à 16 km de Hradec Králové et à 125 km de Prague. 